# Carmel Muscat
Carmel Muscat (ur. 1 listopada 1961, zm. 29 lipca 2025 w Msidzie) – maltański kolarz szosowy, olimpijczyk.
Na igrzyskach w Moskwie wystąpił w dwóch konkurencjach: w jeździe drużynowej na czas oraz w wyścigu indywidualnym ze startu wspólnego. Jazdy indywidualnej nie ukończył, natomiast jazdę drużynową zakończył na 20. miejscu w stawce 23 drużyn. Jego drużynowymi partnerami byli: Joseph Farrugia, Albert Micallef i Alfred Tonna. Miał wówczas 170 cm wzrostu.
Zmarł w Szpitalu Mater Dei, w następstwie obrażeń poniesionych w wypadku drogowym.